# Marmaray
Marmaray je projekt izgradnje železniškega predora v turškem mestu Carigrad. Obsega podvodni železniški predor pod Bosporskim prelivom in modernizacijo obstoječih primestnih železniških prog ob Marmarskem morju od Halkalija na evropski strani do kraja Gebze na azijski strani. V projekt sodi tudi nakup novih voznih sredstev za primestni potniški promet. Gradnja se je začela leta 2004, s ciljnim datumom otvoritve predora aprila 2009. Po večkratnih zamudah zaradi arheoloških najdb, je bila prva faza projekta končana 29. oktobra 2013.
Ime Marmaray predstavlja kombinacijo imena Marmarskega morja, ki leži južno od kraja projekta in besede ray, turške besede za železnico.
Gre za prvo standardno tirno železniško povezavo med Evropo in Azijo. Druga faza projekta naj bi se začela leta 2015, vendar je bilo delo ustavljeno leta 2014. Delo se je znova začelo februarja 2017, celotna linija pa je bila odprta 12. marca 2019.
Marmaray je četrti podzemni sistem v Carigradu po vzpenjači Tünel, metroju in Kabataş – Taksim, ki je zelo integriran z metro linijami.

## Projekt
Idejo o podmorski povezavi dveh celin je prvič izpostavil osmanski sultan Abdul Medjid leta 1860, a takrat niso imeli tehnične opreme za njeno uresničitev. Želja po izgradnji predora je znova oživela v 1980-ih letih, študije pa so pokazale, da je projekt izvedljiv in ekonomsko upravičen.
Javno naročilo za gradnjo je julija 2004 dobil japonsko-turški konzorcij pod vodstvom Taisei Corporation. Konzorcij so sestavljali Kumagai Gumi, Gama Endustri Tesisleri imalat VE Montaj, Nurol Construction in podjetja iz Turčije.
Projekt je obsegal 13,6 km dolgo prečkanje Bosporja, nadgradnjo 63 km primestnih železniških prog v 76,3 km prog visoke zmogljivosti med Gebzejem in Halkalijem ter zagotavljanje 440 enot vagonov.

### Prva faza
Gradnja projekta Marmaray se je začela maja 2004. Predor naj bi bil končan 23. septembra 2008. Zaključek celotnega projekta je bila večkrat preložen, končno na 29. oktober 2013, ko je bila končana prva faza projekta Marmaray, ki zajema podzemno povezavo med Evropo in Azijo.
Bospor prečka predor dolžine 1,4 km. Sestavlja ga potresno varna potopljena cev, sestavljena iz 11 delov s premerom 7,04 m; osem dolgih po 135 m, dva po 98,5 m in en element dolg 110 m. Elementi tehtajo do 18.000 ton. Ti segmenti so bili položeni do 60 metrov pod morjem: 55 metrov pod vodo in 4,6 metrov pod zemljo. Podvodno cev so polagali iz smeri Kazlıçeşme na evropski strani in Ayrılıkçeşmesi na azijski strani Istanbula. Predstavlja najgloblji podvodni predor na svetu. Ognjevarni beton je bil razvit na Norveškem in je ključnega pomena za varnost projekta. Predor Marmaray je bil dokončan 23. septembra 2008, s slavnostno slovesnostjo ob zaključku predora 13. oktobra.
Nove podzemne postaje so Yenikapı, Sirkeci in Uskudar. Saniranih je bilo sedemintrideset drugih nadzemnih postaj ob progi. Postaja v Yenikapıju povezuje Carigrajski metro z ostalim omrežjem. Nadzemne primestne proge so bile nadgrajene za tri namene, dve za dnevne vožnje v službo in eden za potniške vlake velikih hitrosti na daljših razdaljah (dvosmerno). Odsek predora omogoča dva dvosmerna tira, ki se uporabljata za primestne in medkrajevne vlake. V času izven konic skozi predor vozijo tudi tovorni vlaki. Kapaciteta za primestne proge je bila načrtovana za 75.000 potnikov na uro v vsako smer. Signalizacija je prav tako posodobljena, vlaki naj bi vozili na dve minuti. Načrtovani čas potovanja od Gebze do Halkalija je 104 minute.

### Druga faza
Druga faza je prenova sedanjih železnic na terenu, med azijsko stranjo Gebze in Ayrılık Çeşmesi ter med evropsko stranjo Kazlıçeşme in Halkalı. Dokončana naj bi bila hkrati s prvo fazo (predori in podzemni deli), vendar je bil pri tem dosežen majhen napredek in je še vedno nepopoln. Dodana bo tretja vrsta, ki bo električnim avtomobilom z več enotami (EMU) in drugim železniškim vozilom omogočala, da se premikajo ločeno. Sedemintrideset drugih nadzemnih postaj ob progi bo obnovljenih ali obnovljenih. Kapaciteta proge naj bi znašala 75.000 potnikov na uro v vsako smer (PPHPD). Posodobljena bo tudi signalizacija, ki bo vlakom omogočila, da so v bližini dve minuti narazen. Predvideni čas potovanja od Gebze do Halkalı je 104 minut.
Dokončanje celotnega projekta je bilo večkrat preloženo. Od decembra 2009 naj bi se zgodilo oktobra 2013, vendar so bile maja 2015 stare primestne proge odstranjene, vendar pri njihovi zamenjavi ni bilo doseženega napredka. Po dokončanju naj bi se uporaba železniškega prevoza v Carigradu povečala s 3,6 % na 27,7 %. Načrtuje se tudi, da bodo med obhodnimi urami skozi predor vozili tudi YHT, glavni in regionalni vlaki, da bi prišli na evropsko stran mesta. Progo od Halkalija do Gebze je 12. marca 2019 odprl predsednik Erdoğan.

## Zamude
Projekt dokončanja je zamujal štiri leta predvsem zaradi arheoloških odkritij iz obdobja Bizanca in drugih še starejših (8000 let) arheoloških najdb na Evropski strani predora oziroma terminala, v letu 2005. Izkopavanja so prinesla dokaze o največjem mestnem pristanišču Eleutherios iz 4. stoletja (kasneje znano kot pristanišče Theodosius). Arheologi so odkrili ostanke obzidja Konstantina Velikega in ostanke številnih ladij (skupaj 33), tudi bizantinske kuhinje in 8500 let stare grobnice, kar je vse povzročalo zamude pri gradnji. Poleg tega so izkopavanja razkrila najstarejše dokaze o nastanku Carigrada z artefakti amfor, kosov lončenine, školjke, kosti, konjske lobanje in devet človeških lobanj v torbi, ki segajo v leto 6000 pred našim štetjem. Stekleni artefakti in fragmenti iz helenističnega, rimskega, bizantinskega in otomanskega obdobja so našli med izkopavanji na Sirkeci.
Nadgradnja primestnega železniškega odseka, sprva imenovana CR1, je bila prvič podeljena konzorciju AMD Rail Marubeni iz Japonske, Turškemu DOGUS Insaat in francoskemu Alstom. Razpis ni uspel in delo je bilo ponovno razpisano kot CR3 v začetku leta 2011. Naročilo vredno 932.800.000 € je bilo oddano joint venture OHL in Invensys Rail.
Okoli 18 kilometrov predorov v Severni Anatoliji skrbi inženirje in seizmologe. Gre za zelo potresno aktivno območje, ki je od leta 342 našega štetja zahtevalo več kot 10.000 življenj. Znanstveni izračuni ocene verjetnosti, da bo območje v nekem trenutku v naslednjih 30 letih zajel potres jakosti 7,0 ali več, kažejo na 77 % verjetnost. Prepojena, meljasta tla, po katerih bodo zgrajeni predori so znana, da se utekočinijo med potresom. Da bi rešili ta problem, vbrizgavajo industrijsko fugirno maso do 24 metrov pod morskim dnom. Stene predora so izdelane iz zapornega beton prevlečenega z jekleno lupino in so neprepustne. Tunel pod Bosporjem je narejen gibljivo, podobno kot visoke stavbe, da se lahko ustrezno odzove v primeru potresa. Zapornice na sklepih v predoru so se sposobne zapreti in izločiti vodo v primeru izpada sten.

## Financiranje
Japan International Cooperation Agency (JICA) in Evropska investicijska banka (EIB) sta največja financirja projekta. Od aprila 2006 je JICA posodil 111.000.000.000 ¥ in EIB 1.050.000.000 €. Celotni stroški projekta so ocenjeni na približno 2,5 milijarde ameriških dolarjev. Od konca leta 2009, je bilo pričakovati, da se bodo stroški povečali za približno 500 milijonov ameriških dolarjev zaradi arheoloških raziskovanj.

## Testna vožnja
4. avgusta 2013 se je premier Recep Tayyip Erdogan udeležil prve preskusne vožnje skozi Marmaray. Vožnja se je začela na postaji Ayrılıkçeşmesi (starejše ime za postajo İbrahimağa) na azijski strani in na razdalji približno 10 km na so na evropski strani prečkali Bospor.

## Otvoritev
Prva faza projekta Marmaray, ki ga sestavljajo štiri postaje, je bila spuščena v promet 29. oktobra 2013, ob 90. obletnici ustanovitve sodobne Turčije. Čas potovanja na prvem delu, ki povezuje obe strani Bosporja, je 19 minut. Dokončanje celotnega projekta se pričakuje v letu 2015.
Na slavnostni otvoritvi je bil prisoten predsednik Turčije Abdullah Gül in premier Recep Tayyip Erdogan, kot tudi japonski premier Šinzo Abe, romunski premier Victor Ponta, somalijski predsednik Hasan Šejk Mohamud in številni drugi tuji gostje.
Po otvoritveni slovesnosti, je vlak peljal od postaje Ayrılıkçeşmesi (azijska stran), do postaje Kazlıçeşme (evropska stran) in se ustavljal na 3 postajah podzemne železnice na poti.

## Marmaray v številkah
Nekaj podatkov o projektu:
- Skupna dolžina: 76,3 km
- Dolžina predora: 13,6 km
- Potopljena cev: 1387 m
- Najgloblja točka: 60,46 m
- Minimalni radij: 300 m
- Maximalni naklon: 1,8 %
- Nadzemne postaje: 37
- Podzemne postaje: 3
- Priključki: 4
- Postaje Inter-city: 8
- Minimalna dolžina perona: 225 m
- Povprečna razdalja med postajama: 1,9 km
- Maksimalna hitrost: 100 km/h
- Komercialna hitrost: 45 km/h
- Pogostnost: 2–10 minut
- Potnikov na uro in smer: 75.000
- Število osebnih avtomobilov: 440

## Galerija
- staircases
- Notranjost postaje
- Od Uskudarja do Cankurtaran
- Pogled na predor
- Pogled na predor
- Pogled na predor
- Pogled na predor
- Postaja
- Predor
- Oprema stolpnega žerjava
- Oprema stolpnega žerjava
- Dve različni metodi tuneliranja
- tabla v tunelu
- Številka 1 prikazuje rov, ki ga je izkopal TBM, številka 2 prikazuje potopljeni rov
- Vijak v betonu 30 cm
- v gradnji
- Železniški promet